# Psolike zvijeri
Psolike zvijeri (Caniformia; znanstveni sinonimi: Mustelida, Ursida) podred su unutar reda zvijeri (Carnivora). Uglavnom imaju šiljaste njuške i hodaju na šapama u koje se kandže ne mogu uvući (za razliku od Feloidea).
Tradicionalno, podred Caniformia se dijeli na natporodice Canoidea, Musteloidea, Phocoidea, Ursoidea i nestalu Amphicyonoidea†, a najvažnije porodice jesu: psi, kune, medvjedi (ili veliki medvjedi) kao i rakuni (ili mali medvjedi).
Malo je nejasan položaj pandā. Njih se ranije smještalo u zasebnu porodicu mačjih medvjeda. Međutim, njihov položaj još nije opće prihvaćen. Neki ih jednostavno stavljaju u grupu velikih medvjeda (medvjedi) ili grupu malih medvjeda (rakuni), dok drugi smatraju da nije jasno kojoj porodici pripadaju pa ih smještaju u samostalnu grupu.
Kako su se i tuljani razvili od psolikih predaka, i njih se (sve tri porodice: ušati tuljani, pravi tuljani i morževi), smješta u ovu natporodicu.

## Razdioba (porodice)
- Natporodica AmphicyonoideaAmphicyonoidea †
- Natporodica CanoideaCanoidea Simpson, 1931
  - Canidae Fischer, 1817 – kojoti, psi, lisice, šakali, vukovi
- Natporodica MusteloideaMusteloidea Fischer de Waldheim, 1817
  - Ailuridae Gray, 1843
  - Mephitidae Bonaparte, 1845 tvorovi (smrdljivci)
  - Mustelidae Fischer, 1817 – kune (mustelidi)
  - Procyonidae Gray, 1825
- Natporodica PhocoideaPhocoidea Illiger, 1811 -
  - Odobenidae Allen, 1880 –  morževi
  - Otariidae Gray, 1825 – uhati tuljani i morski lavovi
  - Phocidae Gray, 1821 – bezuhi tuljani i pravi tuljani
  - Desmatophocidae Berta, 1994 †
  - Enaliarctidae †
  - Puijila Rybczynski et al., 2009 †
- Natporodica UrsoideaUrsoidea Fischer de Waldheim, 1817
  - Hemicyonidae Frick, 1926 †
  - Ursidae Fischer de Waldheim, 1817 – medvjedi

## Vanjske poveznice
- Superfamily Canoidea  Arhivirana inačica izvorne stranice od 6. lipnja 2006. (Wayback Machine)